# Сукозеро (озеро, Карелия)
Сукозеро — озеро на территории Паданского сельского поселения Медвежьегорского района Республики Карелии.

## Общие сведения
Площадь озера — 8,8 км², площадь водосборного бассейна — 27,3 км². Располагается на высоте 153,9 метров над уровнем моря.
Форма озера продолговатая: вытянуто с севера на юг. Берега изрезанные, каменисто-песчаные, местами заболоченные.
С западной стороны озера вытекает водоток без названия, втекающий с правого берега в реку Пюльву, протекающую через Гормозеро и впадающую в Сегозеро.
В озере более десяти безымянных островов различной площади, однако их количество может варьироваться в зависимости от уровня воды.
Рыбы: щука, плотва, налим, окунь.
С севера от озера проходит дорога местного значения 86К-165 («Чёбино — Паданы — Шалговаара — Маслозеро»).
Код объекта в государственном водном реестре — 02020001111102000007031.